# Triumphi (Vincenzo Calmeta)
I Triumphi di Vincenzo Calmeta sono un poema in cinque canti, d'ispirazione petrarchesca e dantesca, in terzine incatenate di endecasillabi. Composto nel 1497, in esso il poeta deplora la prematura morte della duchessa di Milano Beatrice d'Este, di cui era segretario, e inveisce contro il crudele Fato, invocando la morte affinché gli conceda di seguirla, per poi passare ad una più profonda meditazione sulla miseria umana, sulla Fortuna e su Dio, che si spinge fino all'apostasia. La donna gli appare allora sotto sembianza angelica per confortarlo e trarlo fuori dal suo "passato errore", mostrandogli come in verità tutto si governi secondo il giusto volere di Dio.

## Struttura e tematiche

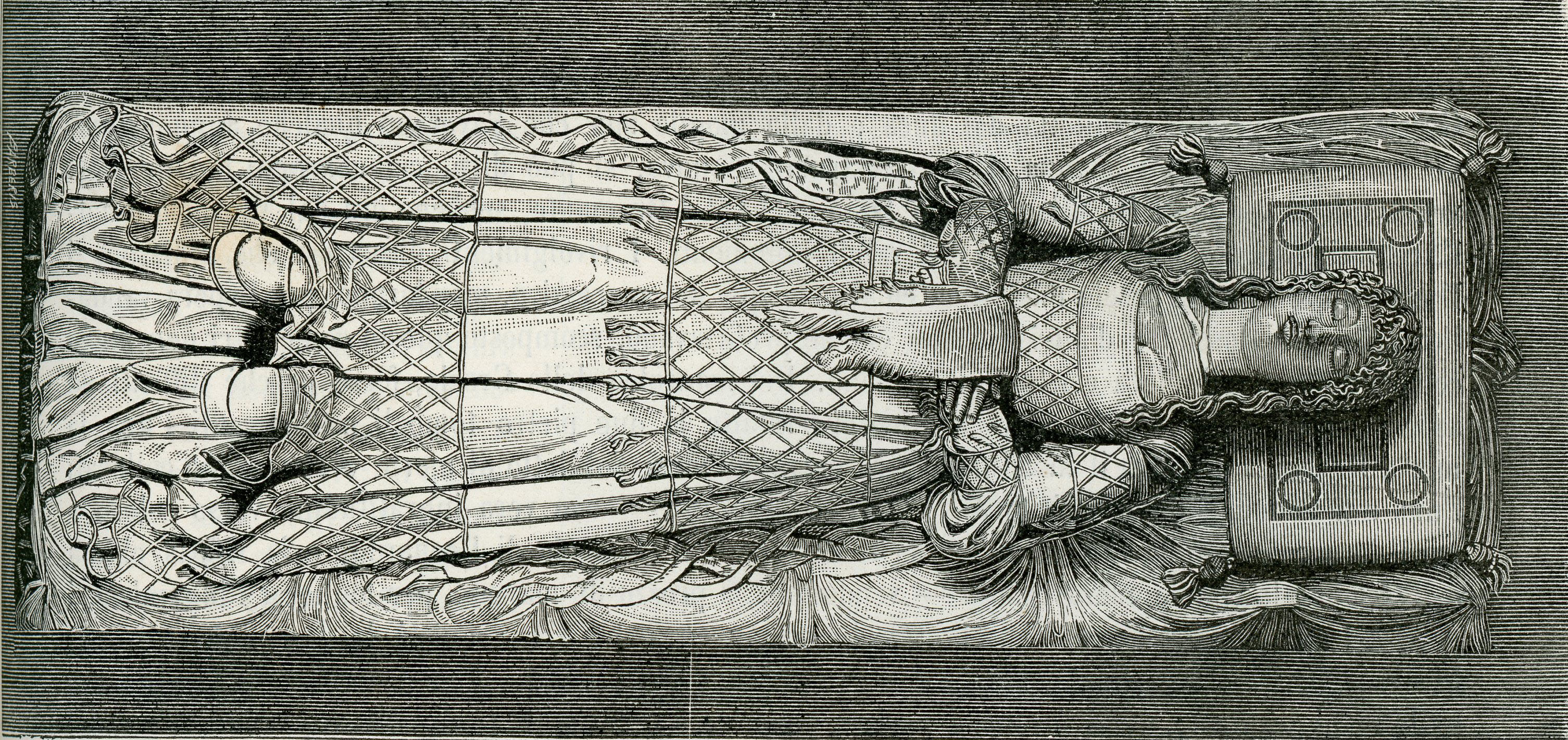
Certosa di Pavia: la pietra tombale di Beatrice d’Este in una xilografia di Giuseppe Barberis.

L'opera è aperta da una lettera dedicatoria a Beatrice preceduta da "Vincenzo Calmeta Beatrice Estense S.D.", seguita da un sonetto in onore della donna. I cinque capitoli sono a loro volta preceduti da rubrichette che ne illustrano il contenuto e fungono da preambolo. La stampa è chiusa da quattro sonetti attribuiti al poeta e composti probabilmente per la morte di Serafino Aquilano, suo carissimo amico.
Tema portante è l'amore per la donna che, sul solco del Dolce Stil Novo, conduce il poeta alla salvezza. Anche in questo caso, secondo l'interpretazione di Rossella Guberti, si tratta di un amore puramente spirituale e non fisico, secondo una visione filosofico-religiosa: Beatrice è guida per gli smarriti sensi del poeta.
L'opera, che si inserisce nella tradizione rinascimentale dei Trionfi, trae ispirazione dalla Divina Commedia di Dante Alighieri e dai Trionfi di Francesco Petrarca, delle cui opere rielabora in modo originale motivi e suggestioni. Beatrice d'Este rappresenta qui dunque la prosecutrice della Beatrice dantesca e della Laura petrarchesca. Il tono vivamente enfatico del poeta, il motivo dell'eccesso amoroso, della voluptas dolendi (compiacimento del dolore) e dell’isolamento dal contesto sociale verso la natura selvaggia rimandano, invece, alla coeva poesia quattrocentesca. "L’abbinamento ricorrente tra dolore e sfondo bucolico deriva dalla tradizione della disperata, che mette in scena gli effetti devianti della follia d’amore".
Inoltre, come osserva Claudia Berra, "l'isolamento asociale e irrazionale" (il poeta si ritira infatti in una villa circondata da boschi), "causato dal dolore per l’amore infelice", richiama di fatto la pazzia del paladino Orlando nel Furioso di Ariosto (pur scritto dopo la morte di Vincenzo) "indagando la potenza più oscura e sovvertitrice della passione". Nel caso dei Triumphi, il poeta-protagonista manifesta tutti i sintomi di un crescente furore: ira, pianto, grida, hybris, furia suicida, fino allo svenimento conclusivo. Egli attraversa un percorso che inizia come sentimentale per divenire gnoseologico, ma che si mantiene sempre più sulla strada della devozione che non dell'amore vero e proprio. L'amore-passione sarebbe cioè assente, "surrogato dalla venerazione del segretario per la sua signora".
D'altra parte certi versi di un epicedio composto in data imprecisata (forse nel 1501) dall'umanista Pier Francesco Giustolo e dedicato a Vincenzo sembrano offrire un'interpretazione differente circa i sentimenti dell'autore. Si tratta del compianto di un giovinetto poeta, allievo di Vincenzo, il quale nella felice selva ultraterrena allieta le anime dei defunti coi versi che Vincenzo stesso gli ha insegnato:
(Epicedion di Pier Francesco Giustolo.)
Tra la schiera delle anime compare dunque, improvvisamente, una Beatrice che non può essere altrimenti identificata se non con la stessa duchessa di Milano. Essa interroga il fanciullo poeta sull'attuale condizione di Vincenzo e dice di perdonarlo per le sue "curis secundis", verosimilmente traducibile con "successivi amori". In una successiva edizione dell'epicedio, quella andata a stampa, il nome di Vincenzo venne rimosso, mentre quello di Beatrice subì varie sostituzioni: si tentò dapprima di trasformarlo in quello di una anonima Lycore; fallito questo tentativo, il nome Beatrix divenne Hermosine, misteriosa donna amata da Angelo Colocci, il quale attuò un vero e proprio furto letterario sostituendosi a Vincenzo come dedicatario dell'opera.
Occorre in ultimo notare che, a differenza di quanto accade ai suoi illustri predecessori, Vincenzo non si addormenta, bensì riceve l'apparizione della donna amata mentre si trova in uno stato di "stordimento psicofisico", per poi abbandonarsi a un sonno pacificatore soltanto alla fine.
convenzionale, e che si attaglia pienamente, invece, alla personalità riflessiva e originale [...]»
(Claudia Berra, Lettura dei “Triumphi” del Calmeta.)
Si può osservare la seguente strutturazione dell'opera, dove ogni capitolo costituisce il trionfo, ossia il superamento, del precedente:
1. Trionfo di Devozione/Amore (che è anche Trionfo della Pudicizia della duchessa) e sopraffazione della Morte e del dolore sul poeta;[5]
2. Trionfo del Tempo e dell'Errore/Follia; sopraffazione della Fortuna;[5]
3. Trionfo di Beatrice, foriera di salvezza, sulla Morte;[5]
4. Trionfo di Sapienza, Virtù e Fama;[5]
5. Trionfo di Ragione, Fede ed Eternità/Immortalità.[5]

## Genesi dell'opera
Già nel compendio all'Ars Amandi di Ovidio, scritto tra il 1494 e il 1497, Vincenzo aveva espresso il desiderio di celebrare l'allora vivente duchessa in un'opera più elevata: "Altrove mostrar spero l'intelletto | alzando a volo una immortal fenice | che sarà al basso stil mio alto suggetto". I Triumphi non furono dunque un prodotto del tutto estemporaneo.

L'opera non appare semplicemente una consolatoria di tipo cortigiano e non risulta nemmeno che Vincenzo l'abbia mai presentata al duca Ludovico Sforza, marito di Beatrice, il quale del resto viene menzionato poche volte, e sempre in riferimento alla donna (in qualità, cioè, di marito o consorte). La lettera incipitaria, indirizzata a Beatrice nell'intestazione, è in verità rivolta ai lettori (specialmente ai posteri), dunque parrebbe che non vi sia un dedicatario o che, essendovi, esso sia la stessa Beatrice. L'autore, nella prefazione, dichiara di aver composto il poema a Roma, subito dopo aver ricevuto la notizia della morte della donna. Così infatti scrive: "adonqua io, che in lei ogni mia speranza aveva collocata e mia servitù fin a morte aveva dedicata, e trovandome in Roma per alcune mie occurrenzie e ignaro de tanto caso, poi che me fu sua repentina e immatura morte annunciata, così amaramente incominciai a deplorare".

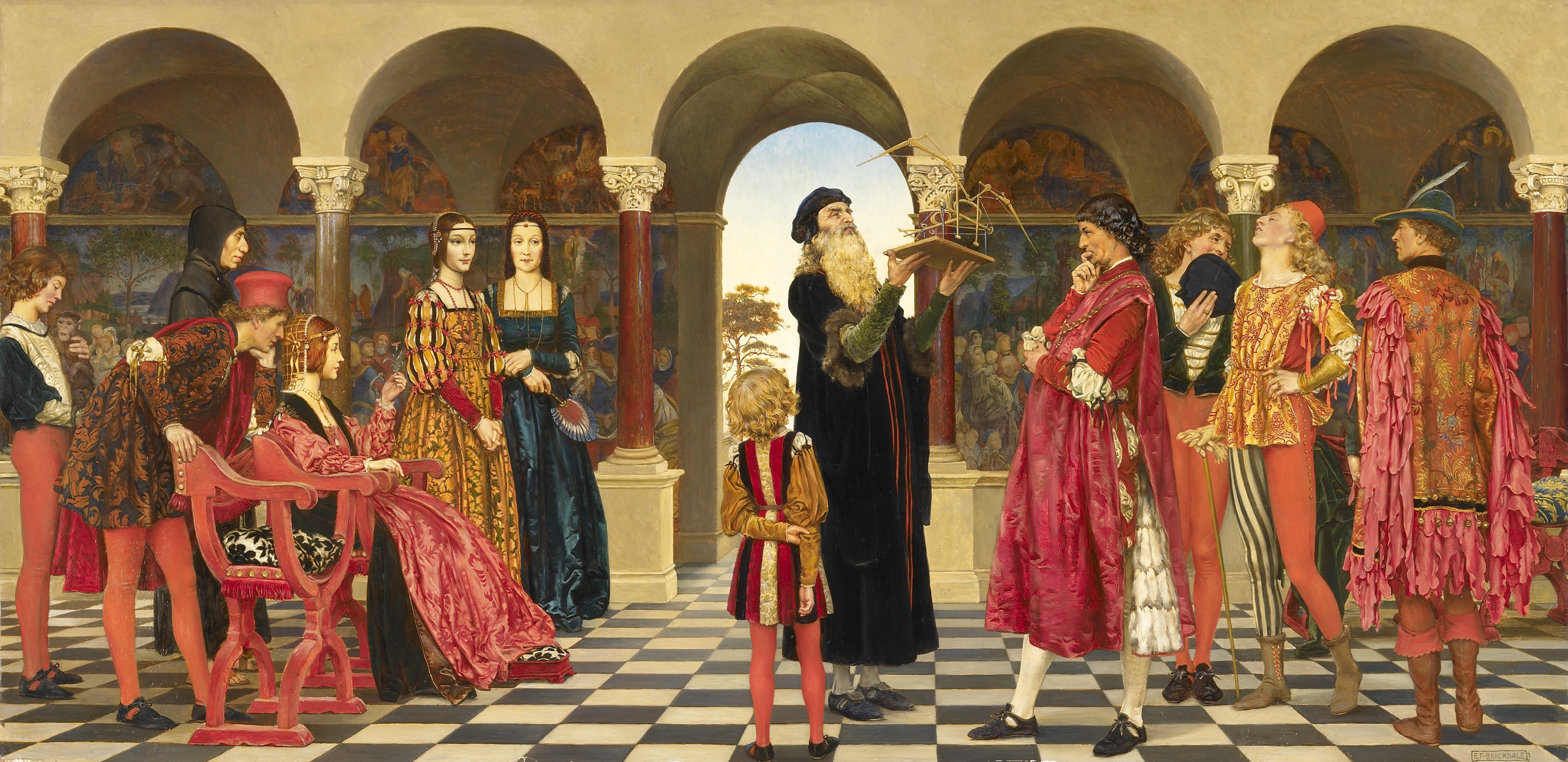
La corte di Ludovico il Moro. Eleanor Fortescue-Brickdale. Sulla sinistra è la duchessa Beatrice d'Este, cui un cortigiano, forse il suo segretario, sussurra qualcosa all'orecchio.

Non è affatto chiaro quando avesse lasciato Milano né perché, motivazione che egli volutamente tralascia di spiegare, ma è da credergli, in quanto Vincenzo appare convinto che la morte della donna sia avvenuta "a' giorni cinque de genaro", quando in verità risaliva alla notte fra il 2 e il 3 dello stesso mese. Ciò indurrebbe a pensare che egli abbia assunto a giorno della morte quello in cui la notizia pervenne a Roma, essendo del resto in quel tempo le strade innevate e le comunicazioni difficoltose, e che si sia "dal consorzio umano separato" e condotto "in una amena e solitaria villa non molto da Roma discosto" prima di attendere più chiare notizie, sempre che non si tratti di un errore di stampa. Simone Albonico si mostra tuttavia stupito dal fatto che Vincenzo si fosse allontanato dalla corte proprio un momento tanto delicato nella vita della propria signora.

## Le sorti misteriose
Il manoscritto originale è andato perduto: ne rimangono due soli esemplari a stampa impressi da Pietro Capha e conservati l'uno alla Biblioteca Palatina di Parma, l'altro alla Biblioteca Trivulziana di Milano, in cattivo stato di conservazione. Entrambi recano sul frontespizio il titolo "Triumphi della felice memoria del preclarissimo poeta misser Vincenzo Calmeta. Opera molto dilectevole e novamente impressa".

I due volumi a stampa non recano data di pubblicazione, ma è verosimile che essa sia postuma all'autore. In base ad alcuni indizi la data è fissata da Rossella Guberti al 1510. La dicitura sul frontespizio del resto confermerebbe il fatto che l'autore non ebbe controllo nella stampa, anzi che fosse già morto. Non è possibile affermare se si tratti di una editio princeps o di una ristampa, ma "novamente impressa" lascia propendere per la seconda possibilità.

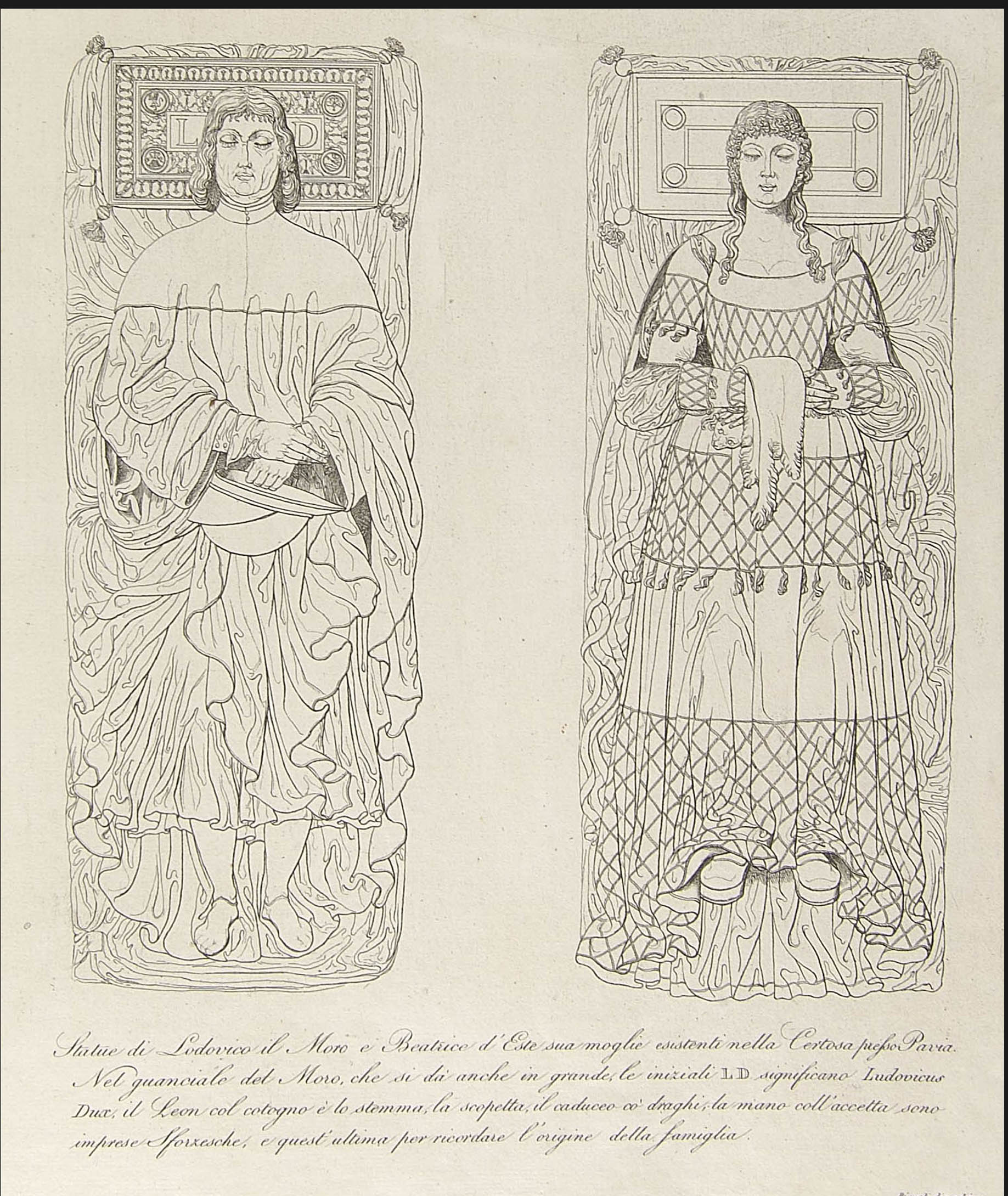
Cenotafio di Ludovico il Moro e Beatrice d'Este, stampa antica.

Dalla composizione (1497) alle prime stampe superstiti (1510) trascorrono oltre dieci anni, e non si sa cosa sia avvenuto dell'opera in questo lasso di tempo. Vincenzo potrebbe non aver voluto per varie ragioni pubblicarla. In effetti in quel periodo, con l'impulso della nuova stampa, era in voga la pubblicazione delle opere postume di autori vari. I versi dell'epicedion di Pier Francesco Giustolo precedentemente citati, associati da Augusto Campana al Calmeta e dunque alle rime in morte di Beatrice, inducono a pensare a una circolazione manoscritta o a un'edizione a stampa precedente quella del 1510.

## Argomento

### Lettera dedicatoria
Il poeta tesse gli elogi della duchessa con una descrizione delle sue virtù e delle sue attività; ne racconta succintamente la morte, il profondissimo dolore mostrato dal duca suo marito e non di meno il proprio.
(Triumphi, prefazione)

### Capitolo primo
Per 136 versi il poeta si duole della prematura morte della donna. Inizia domandandosi, con incredulità, se la notizia sia vera. Si rivolge a coloro che vogliono imparare cosa sia la sofferenza, invitandoli ad ascoltare "el mio infelice canto" e poi avverte che "se nel mondo è alcun che sia contento", conviene che distolga gli occhi e chiuda gli orecchi, per non accompagnarlo "in tal tormento".
Beatrice, e che 'l tuo bel terrestre manto
così presto d'un sasso sia coperto?|
Chi imparar vole agli ochi versar pianto|
e agli orecchi ascoltar duro lamento,|
o lega o ascolte el mio infelice canto;|
e se nel mondo è alcun che sia contento,|
averta gli occhi e ancor gli orecchi chiuda,|
per non accompagnarmi in tal tormento.»
(Triumphi, (1-9))

Da qui inizia una lamentazione struggente contro la Morte, che gli ha tolto il bene più prezioso, nel dispensare il quale "l'avaro Cielo" gli era stato così generoso. Da notare anche che il bene, nella lingua letteraria, significa la persona amata. Egli desidera avere i cento occhi di Argo, poiché i suoi sono ormai consumati dal pianto, e si paragona ad uccelli canori del mito: un cigno del Meandro, fiume della Lidia nelle cui acque vivevano molti cigni: secondo il mito il cigno, già caro ad Apollo per la soavità del canto, canta ancor più soavemente quando si sente vicino alla morte; Filomena, violentata da Tereo re della Tracia e trasformata in usignolo; la tortora, simbolo di un amore puro, fedele ed eterno, poiché, secondo la tradizione, "non fa mai fallo al suo compagno, e se l'uno more, l'altro osserva perpetua castità, e non si posa mai su ramo verde e non beve mai acqua chiara".
(Triumphi  (I, 10-24))
Segue la richiesta, da parte del poeta, di morire, così da poter continuare a servire devotamente la propria signora come faceva quand'era in vita. Chiede di riposare accanto alle sue "caste ossa" e addirittura ardisce provocare la Morte con queste parole:
(Triumphi (I, 43-60))
Segue una deplorazione dello sfortunato parto e delle sorti del figlio, morto insieme alla madre, destinato al Limbo in quanto non battezzato, mentre Beatrice è stata, a suo parere, ormai elevata al Cielo:
(Triumphi (I, 67-87))
Quindi la invoca, dichiarando di volerle donare questo suo poema, non potendo darle nient'altro, in quanto il Cielo gli ha concesso la sola virtù di poeta:
(Triumphi, (I, 106-117))
La supplica infine di pregare Dio da parte sua, affinché lo faccia morire al più presto e gli permetta così di raggiungerla:
(Triumphi (I, 122-126))

### Capitolo secondo
Il poeta decide di separarsi dalla civiltà umana e si ritira in una amena villa solitaria non molto lontana da Roma. Dopo alquanti giorni, sorpreso dalla notte mentre vaga per un bosco, incomincia per 172 versi una meditazione "de Dio, de' cieli, de' fortuna e del Destino, e ultimamente della miseria umana":
(Triumphi (II, 121-138; 151-158))
Dopo questo violento sfogo, egli è colto da una "sfrenata voglia [...] de morire impetuosa", a tal punto che si sente veramente morire e crede di essere sul punto di rivedere la sua "diva", la quale abbia esaudito il suo desiderio. Perciò, vinto dal dolore, si lascia cadere sull'erba.

### Capitolo terzo
Consta di 169 versi. Mentre il poeta è semicosciente sul prato, gli pare di sentire da lontano una voce rompere il "nocturno silenzio" e soavemente pronunciare: "O mio fidel Vincenzio". È Beatrice che, scesa dal cielo, gli appare per consolarlo e per trarlo fuori dal suo "passato errore". Ella ha il capo coronato di rose e il grembo cinto d'ambrosia, e lo rimprovera con queste parole:
(Vincenzo Calmeta, Triumphi (III, 55-64))
Il poeta, commosso e sbigottito, si sente sul punto di morire per la dolcezza delle "melliflue parole", che lo fanno ardere e agghiacciare al contempo. Le rivolge si allora con questa invocazione:
(Triumphi (III, 79-90))
Al che Beatrice risponde col raccontargli l'esperienza della propria morte:
(Triumphi (III, 95-120))
Udendo il suo racconto, Vincenzo cade piangendo ai suoi piedi. Beatrice, commossa, con un lembo del mantello gli asciuga il volto e gli spiega d'essergli apparsa perché non poteva sopportare di vederlo in quello stato, a consumare le sue giornate in un infruttuoso pianto. Ella gli appare tanto splendente, che a stento riesce a guardarla. Vincenzo la interroga sulla natura dei Cieli, della Fortuna e del Destino, e Beatrice è contenta di svelargli i misteri dell'Universo.

### Capitolo quarto
Nel corso di 160 versi Beatrice spiega che Dio è volto a operare solamente il bene, ma "l'imbecil natura" umana non è in grado di comprenderlo. Dio creò tante essenze eterne dal nulla: i cieli, le stelle, i pianeti, le idee e i segni, ma la "ceca natura umana" si affanna invano in ingannevoli calcoli astrologi, regolando su questo la propria vita. Ma sbaglia sempre colui che tenta di dominare il futuro sulla base dell'astrologia, perché Dio può in ogni momento cambiarlo a proprio piacimento. Ciò appare quasi un biasimo al duca Ludovico Sforza, ossessionato dall'astrologia. La vera sapienza viene da Gesù Cristo, ma ella invita il poeta a frenare la sua sete di sapere, rammentandogli la sorte di Icaro, "per temerario ardir precipitato". Gli rivela che Dio ha creato l'uomo per ultimo, come essere privilegiato, perché trovasse il mondo già predisposto per lui, e che lo ha investito di un grande potere, poiché se "in virtù l'ingengo adopra, de terreno e mortal fassi immortale". Dunque egli era in grande errore nel giudicare infelice ogni mortale, perché mentre gli animali guardano tutti al basso, l'uomo è il solo che può guardare il cielo e misurare con la ragione ogni proprio passo. L'uomo è il solo ad aver mescolato nelle proprie carni uno spirito divino e dotato di libero arbitrio. Se qualcuno poi ripone le sue speranze in beni fugaci e sente ogni evento a lui contrario, la colpa non è del Cielo, ma del "suo pensier fallace", accecato dai beni terreni, dall'ambizione e dalla fama. Se è vero che, a differenza degli animali, l'uomo nasce nudo, è però anche vero che possiede lo scudo della ragione, la quale lo ha reso dominatore della terra. Beatrice anticipa le possibili domande del poeta, e cioè perché, amandolo tanto, Dio abbia esposto l'uomo a tante sofferenze mortali. Ella risponde che l'uomo gli fu "sì dilecto e caro", ch'Egli gli diede due vite: l'una  amara, mortale e finita, l'altra tranquilla, divina e infinita. La prima è concessa a tutti quelli che nascono, la seconda solo a chi dimostra di meritarsela, poiché, se fosse concessa indistintamente a ognuno, non sarebbe degna degli animi virtuosi. Vincenzo, pieno di vergogna per i propri errori, non osa neppure risponderle, bensì "muta statua era rimaso".

### Capitolo quinto
Il più breve, di 97 versi, corrispondenti alla data della morte della duchessa. Rinvigorito dal dolce sguardo della donna che ha il potere di penetrare fino al profondo del suo cuore, il poeta prende a interrogarla sulla Fortuna e se vi è un modo per dominarla. Beatrice risponde che la Fortuna è sempre ingiuriata a torto da chi se la trova contraria, ma che, se essa ha potere di dominare i beni fallaci, non ha però alcun potere sulla mente dell'uomo, "perch'ivi tien suo imperio la ragione". Sciocco è dunque ricercare un qualche bene stabile nella Fortuna, "la quale è sol constante in esser varia". Nessun buon fine può dipendere da lei, che ostacola i giusti e splende agli scellerati. Solo è capace di domarla, colui che osserva modestia nella buona sorte e prudenza nella cattiva. All'uomo conviene mantenere una stabile fede, che lo faccia pervenire alla beatitudine. Ella lo invita dunque ad abbandonare i beni terreni per volgersi interamente a Dio, "nel qual solo consiste el sommo bene". I viventi, dice, non possono, come i beati, comprendere a pieno il disegno divino, ma anch'egli, una volta morto, sarà sciolto da ogni dubbio. Così concluso il proprio discorso, Beatrice ritorna al Cielo, accompagnata dai canti armoniosi degli angeli. Vincenzo l'accompagna "fin dove ir [andare] gli occhi ponno", ma ben presto cade oppresso da un dolce sonno.